# Stjärnvägar
Stjärnvägar är en essäbok av författaren och astronomen Peter Nilson utgiven 1991. 
I boken skriver författaren om universum och människans världsbild präglad av naturvetenskapen, men också av fantasin, intuitionen och dikten som vägar till kunskap.

## Mottagande
"Han skriver så vackert, och skönheten kan nog också sägas vara bokens egentliga ämne – skönheten i universums sublima mix av ordning och kaos och de lagar som ger styrsel åt verksamheten. Liksom då, naturligtvis, i naturvetenskapens teorier" skrev Jan Söderqvist i Allt om Böcker. Han beskrev Stjärnvägar som en slösande rik bok "till bredden fylld av lärd och lärorik lustläsning".